# Gary Marsh
Gary Marsh es un presidente de entretenimiento y director general creativo de Disney Channels Worldwide, donde desarrolla y produce series originales de Disney Channel y películas también de Disney Junior, (anteriormente llamado Playhouse Disney). También supervisa las operaciones de talento y cástines para Disney Channel. Marsh se unió a Disney Channel en julio de 1988 como Director ejecutivo. Fue nombrado Vicepresidente ocho meses más tarde, y en 1994 fue ascendido a Vicepresidente senior. En 1999, fue nombrado Vicepresidente ejecutivo y en julio de 2001, asumió las responsabilidades de expandir la producción.